# Église de la Sainte-Trinité de Fulnek
Pour les articles homonymes, voir Église de la Sainte-Trinité.
L'église de la Sainte-Trinité  se situe à Fulnek en République tchèque.

## Historique
L'église a été construite au XVIIIe siècle par Joseph Barwig et l'architecte Nikolaus Thalherr.

## Description

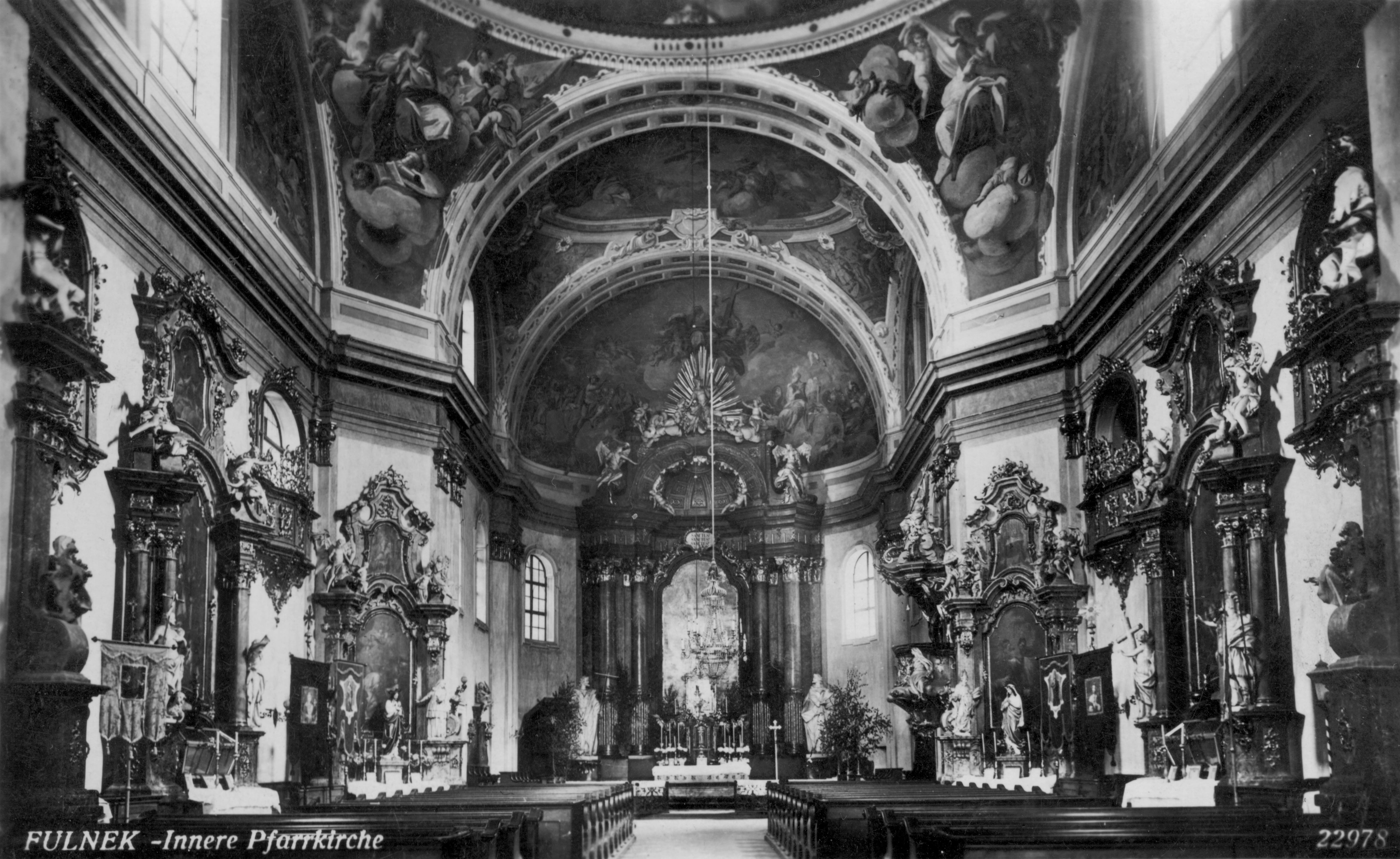